# SM-65 Atlas
Конвэр SM-65 «Атлас» (англ. Convair SM-65 Atlas, буквально «Атлант» и в честь родительской для разработчика компании — Atlas Corporation) — первая действующая межконтинентальная баллистическая ракета, разработанная и принятая на вооружение в США. Разрабатывалась в рамках программы MX-1953 с 1951 года. Составляла основу ядерного арсенала ВВС США в 1959—1964 годах, но затем была быстро снята с вооружения в связи с появлением более совершенной ракеты «Минитмэн». Послужила основой для создания семейства космических ракет-носителей Атлас, эксплуатирующегося с 1959 до сегодняшних дней.

## История

### Первые разработки
История разработки МБР «Атлас» прослеживается до дней окончания Второй мировой войны, когда изучение германских ракетных технологий и трофейных образцов ракет, вывезенных в США, стимулировали бурный рост количества американских ракетных проектов. Так, на момент окончания войны в 1945 году различными видами и родами войск велись работы по 19 проектам управляемых и неуправляемых ракет, в январе их количество возросло до 21 проекта и, несмотря на закрытие целого ряда устаревших проектов, продолжало увеличиваться, достигнув кульминации к середине 1946 года — 47 проектов ракетного оружия. Этому способствовало и то, что армейская авиация США, стремясь к ведомственной независимости и видя перспективу оружия дальнего действия, старалась «застолбить» новую роль за собой.
Исследование «трофейных» документов и информация от интернированных в рамках операции «Пейперклип» немецких ракетчиков открыли для США планы Третьего Рейха по проекту «Америка» — созданию сверхдальних ракет A9/A10, способных из Европы достичь территории Северной Америки. Многие в военных кругах США считали, что создать такое оружие невозможно, однако это требовало научного подтверждения. В октябре 1945 года ВВС Армии США запросили предложения по возможным конструкциям таких дальнобойных ракет, а 10 января 1946 года инженеры Consolidated-Vultee во главе с бельгийцем Карлом Боссартом представили свои предложения по двум ракетам дальностью около 10 тыс. км. Одна из них была дозвуковой крылатой ракетой с реактивным двигателем, а вторая — сверхзвуковой баллистической ракетой с ракетным двигателем, работающем на жидком ракетном топливе. В проекте баллистической ракеты предлагалось реализовать следующие новаторские для того времени идеи:
- Исключительно лёгкий, тонкостенный несущий корпус ракеты, одновременно являющийся внешними стенками топливных баков. При этом жёсткость корпуса должна была поддерживаться за счёт избыточного давления в баках;
- Управление вектором тяги ракеты за счёт применения карданового подвеса ЖРД;
- Отделяемая носовая часть ракеты.

19 апреля 1946 года фирма Consolidated-Vultee (будущая Convair) получила от армейских ВВС контракт стоимостью 1,893 млн долларов США на изготовление и испытания 10 ракет для проверки предложенных инновационных идей. Проект получил обозначение MX-774. Цель, поставленная проектом, - создать ракету размерности «Фау-2» с вдвое меньшим пассивным (сухим) весом конструкции при том же объёме топлива на борту и добиться при этом двукратного роста дальности полёта.
Но в декабре 1946 года невозможность поддержания расходов послевоенного бюджета на прежнем уровне и продолжающееся разрастание ракетных проектов привели Администрацию США к решению урезать по ним финансирование в 1947 финансовом году с 29 до 13 млн долларов США. Это вынудило ВВС закрыть ряд низкоприоритетных и «резервных» проектов, так, в июле 1947 года Consolidated-Vultee сообщили о закрытии проекта дозвуковой крылатой ракеты в пользу проектов MX-771 «Matador» и MX-775 «Snark», а уже в июле, за три месяца до планировавшегося первого пуска, проект MX-774 был отменён. Оставшиеся по этому проекту фонды позволили подготовить и испытать три ракеты, получившие обозначение RTV-A-2 Hiroc (от англ. High Altitude Rocket). Пуски состоялись на полигоне Уайт Сендз в июле, сентябре и декабре 1948 года и из-за проблем с двигателями были только частично успешными, но всё же позволили опробовать часть намеченных к реализации новшеств: несущий тонкостенный корпус, являющийся стенками топливных баков, карданный подвес четырёхкамерного ЖРД и отделяющаяся носовая часть ракеты. Наддув баков реализован в этом проекте не был.
Несмотря на отмену проекта, компания Convair приняла разработки в области баллистических ракет дальнего действия достаточно ценными и продолжала работы по ним в течение трёх лет в инициативном порядке, использовав ограниченный внутренний бюджет. В январе 1949 года эта компания под управлением своего главного инженера Карла Боссарта предложила полутораступенчатую (условно-пакетную) компоновку ракеты — характерную особенность будущего «Атласа», когда и стартовый и маршевый двигатели включались при нахождении ракеты на земле, а через две минуты полёта выключались и отбрасывались только стартовые двигатели со своим аэродинамическим обтекателем (а не целая ступень), маршевый же двигатель продолжал работать на протяжении всей активной фазы. Питание стартовых двигателей топливом осуществлялось при этой компоновке от баков основной ступени. Такая конструкция позволяла обойти представлявшуюся тогда актуальной (не только американским учёным и инженерам) потенциальную проблему зажигания ракетных двигателей верхних ступеней на большой высоте. В разработке концепции ракеты принимал участие математик Джон фон Нейман, одним из первых обосновавший возможность создания дальнобойного снаряда с ядерным зарядом.
В январе 1951 года, после начала Корейской войны и сопровождавшего её роста международного напряжения, ВВС США вновь обратили внимание на ракетные программы. Фирма Convair получила контракт на разработку дальнобойной баллистической ракеты MX-1593. Позднее, когда ВВС США решили присваивать ракетам кодовые обозначения самолётов, ракета получила первое официальное наименование B-65 «Атлас» (от англ. Bomber).

### Программа MX-1593
Ключевым требованием в программе MX-1593 была возможность для ракеты нести наиболее мощные, только что разработанные в США термоядерные бомбы. Огромные габариты этих первых снарядов предопределили необходимость создания ракеты с очень большой полезной нагрузкой.
Инженеры фирмы Convair предложили для решения проблемы нестандартное решение. Согласно их концепции, корпус ракеты делался очень тонким, не способным выдерживать собственный вес. Прочность и целостность ракеты поддерживались избыточным давлением (наддувом) в несущих топливных баках. Таким образом, ракета напоминала воздушный шарик, форма которого поддерживается внутренним избыточным давлением. Надёжность подобного решения вызывала сомнения, но никакой альтернативы не было. Первые термоядерные бомбы — наподобие Mark 16 — имели чудовищные габариты и вес. Использование наддува баков ракеты позволяло значительно снизить сухую массу, но даже при этом проектируемый «Атлас» получался огромным по меркам того времени — более 27 метров в высоту. В действие её должны были приводить 5 двигателей.
Программа разработки была рассчитана на 10 лет, с достижением боеготовности в 1963 году. Чтобы минимизировать риск, работы решено было вести последовательно. На первой стадии должен был быть разработан однодвигательный прототип X-11, на второй — трёхдвигательный X-13 и на последней — пятидвигательный XB-65.
В 1954 году термоядерные испытания в Тихом океане продемонстрировали возможность создания термоядерных боеголовок сравнительно небольших размеров. В результате огромная пятидвигательная ракета оказалась не нужна, и разработка её была отменена. Внимание разработчиков сконцентрировалось на трёхдвигательном прототипе, которому и присвоили обозначение XB-65.

### SM-65
Окончательный дизайн ракеты «Атлас» был готов в 1955 году. Разрабатывавшаяся ракета должна была иметь три двигателя — два сбрасываемых стартовых высокой тяги и маршевый двигатель меньшей тяги, но высокого удельного импульса. Также на корпусе ракеты устанавливались два небольших рулевых двигателя, предназначенных для стабилизации положения ракеты и управления ею в полете.
Разработка ракеты должна была занять достаточно много времени, но в 1955 году в свете поступавшей информации о разработке советских МБР программе был дан дополнительный приоритет. Чтобы ускорить процесс, были разрешены запуски опытных образцов ракеты без полностью доработанных систем.
Первая попытка запуска прототипа XSM-65A (в 1955 году ВВС США прекратили эксплуатацию авиационных обозначений для ракет) состоялась 11 июня 1957 года. Она была неудачной из-за отказа стартового ЖРД. Прототип XSM-65A представлял собой версию ракеты с единственным двигателем и предназначался для отработки систем.
Первый удачный запуск прототипа ракеты состоялся 17 июня 1957 г. Когда опыты с XSM-65A были успешно завершены, в 1958 году на испытания был представлен следующий прототип, XSM-65B. Это уже была практически полностью готовая трёхдвигательная ракета, на которой отрабатывались ключевые особенности проекта: «надувные» баки и отделяемые стартовые двигатели.
Последним прототипом «Атласа» стал XSM-65С. Серия запусков с 1958 по 1959 год была проведена с целью отработки системы управления. В ходе одного полета была достигнута предельная дальность в 10 200 км, соответствующая техническому требованию, и в апреле 1959 года на испытания была предъявлена уже серийная ракета — XSM-65D. Успешные её испытания в июле 1959 подтвердили расчёты конструкторов и ракета была принята на вооружение под обозначением SM-65D.

## Конструкция

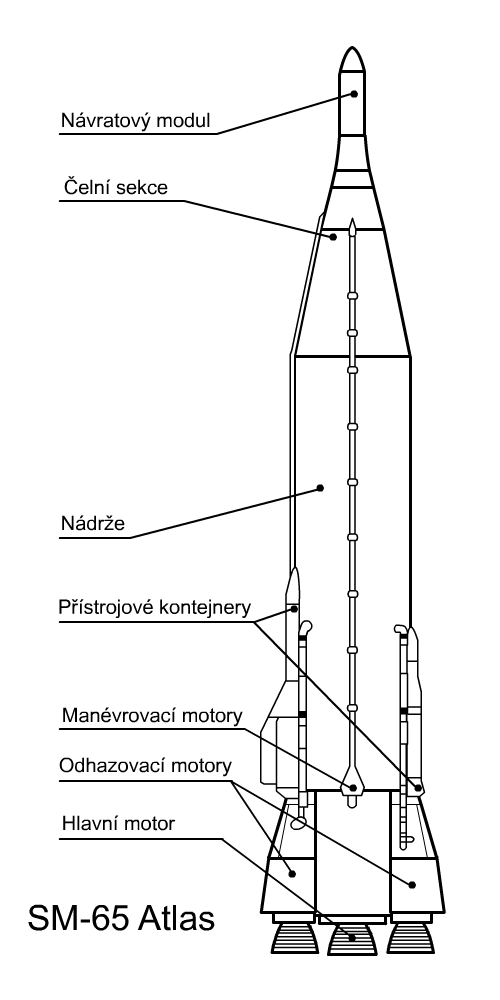
Схема ракеты SM-65 Atlas

SM-65 «Atlas» был полутораступенчатой ракетой, использующей единый топливный бак и сбрасываемые при запуске стартовые двигатели. Такая конструкция позволяла избежать сложностей с отработкой автоматического зажигания маршевых двигателей на большой высоте — все двигатели ракеты включались на старте и работали до отделения стартовых.
Уникальной особенностью ракеты было использование (для облегчения конструкции) топливных баков с наддувом, изготовленных из тонкой стали. Ракета не могла поддерживать свою форму самостоятельно, её конструкция не могла выдерживать собственный вес, и жёсткость обеспечивалась за счет постоянного избыточного давления в баках. На хранении баки заполнялись азотом под давлением 0,34 атм (5 psi). Конструкция ракеты почти не имела жёстких подкреплений, что обеспечивало уникальное отношение массы к нагрузке.
В движение ракету приводили три двигателя, работающих на керосине (RP-1) и жидком кислороде (LOX). Два стартовых двигателя Rocketdyne XLR89-NA-5 обеспечивали тягу порядка 700 кН и отстреливались вскоре после старта. Маршевый двигатель — Rocketdyne XLR105-NA-5 — имел тягу порядка 250 кН и работал на всём протяжении полёта. Для стабилизации ракеты на ней были установлены два маневренных двигателя Rocketdyne LR101-NA-7, тягой в 4,4 кН каждый.
Все двигатели питались горючим и окислителем от общего топливного бака, при этом сбрасываемые двигатели имели автономную систему подачи.
На первой модели ракеты — SM-65D — была установлена радиокомандная система наведения. Полёт ракеты отслеживался на ранней стадии наземными радарами, и на борт передавались поправки для автопилота. Радиокомандная система была ненадёжной и склонной к помехам, поэтому на следующих моделях её сменила инерциальная система, разработанная фирмой Bosch Arma для HGM-25A Titan I. Точность и надёжность ракеты возросли существенно: в частности, КВО модели SM-65E составляло порядка 600 метров, что позволяло ракете поражать даже хорошо защищённые объекты.
SM-65D была вооружена одиночной термоядерной боеголовкой Mk-2 или Mk-3. Боевая часть ракеты несла термоядерный заряд W79 эквивалентом порядка 1,44 мегатонны. Модель Mk-2 была оснащена теплозащитным экраном из медного сплава, который эффективно проводил тепло, и рассредотачивал его в материале боеголовки. Модель Mk-3 была оснащена более эффективной абляционной защитой.
Последующие модели — SM-65E и SM-65F — использовали боевую часть Mk-4, которая вооружалась термоядерной боеголовкой W38 эквивалентом в 4,4 мегатонны. Детонация боевой части такой мощности создавала область обширных разрушений диаметром почти в 12 км, термическая волна причиняла ожоги 3-й степени в радиусе до 21 км.
Технически, ракета SM-65 может считаться первым одноступенчатым (полутораступенчатым) космическим носителем.

## Развёртывание
Разработка и испытания ракет в первой половине 1950-х годов фактически находились в руках промышленности и управления НИОКР ВВС США (англ. Air Research and Development Command). После того как в 1955 году президент США Эйзенхауэр потребовал ускорить разработку ракет, штаб ВВС в ноябре 1955 года, стремясь сэкономить время распределив усилия по предстоящему развёртыванию ракет, направил указание Стратегическому авиационному командованию (SAC) о необходимости их непосредственного участия в подготовке к начальному оперативному развёртыванию ракет и последующей их эксплуатации. Несмотря на эти действия ВВС, всю первую половину 1950-х, между видами войск Вооружённых Сил США не утихали споры о стратегии и принципах применения ракет и особенно, об оперативной подчинённости их различных классов. Точку в этом вопросе поставил 26 ноября 1956 года Секретарь обороны США Чарлз Уилсон, отдав БРСД и МБР наземного базирования в оперативное подчинение ВВС.
Развёртывание ракет началось с 1959 года. Хотя подготовка ракет ещё не была полностью завершена, ВВС США торопились принять их на вооружение как средство политической демонстрации возможностей американского ядерного арсенала. Всего, в период с 1959 по 1962 годы, SAC, было развёрнуто 11 стратегических ракетных эскадрилий МБР «Атлас». Каждый из трёх типов этих ракет «Atlas D», «E» и «F», размещался во всё более защищённых пусковых сооружениях.

### Развёртывание SM-65DAtlas-D
Чтобы продемонстрировать возможности баллистических ядерных ракет, первое штатное подразделение, вооружённое SM-62D в сентябре 1959 года. Ракеты разворачивались на базе ВВС США «Ванденберг» в Калифорнии и были подчинены 576-й эскадрилье стратегических ракет 704-го ракетного крыла.
Три ракеты SM-62D этой эскадрильи были установлены открыто на незащищённых наземных стартовых комплексах. Ввиду технических сложностей с обслуживанием, только одна из трёх ракет постоянно находилась в боевой готовности. Эскадрилья официально заступила на боевое дежурство 31 октября 1959 года, став первым в мире стоящим на боевом дежурстве войсковым подразделением, вооружённым межконтинентальными баллистическими ракетами.
Дальнейшее развёртывание ракет SM-65D проводилось эскадрильями по 6-9 ракет, с 1959 по 1961 год в составе:
- 389-е стратегическое ракетное крыло (авиабаза Уоррен, Вайоминг)
  - 564-я эскадрилья стратегических ракет (6 ракет)
  - 565-я эскадрилья стратегических ракет (9 ракет)
- 385-е бомбардировочное крыло (авиабаза Оффетт, Небраска)
  - 549-я эскадрилья стратегических ракет (9 ракет)

Эскадрильи шестиракетного состава включали 6 пусковых установок, объединённых в комплекс с двумя контрольными зданиями. Такая конфигурация была сочтена слишком опасной — удачная атомная атака могла вывести из строя всю позицию — и последующие эскадрильи разворачивались в т. н. конфигурации 3×3 — тремя группами из трёх пусковых установок и здания управления, разнесённых на расстояние до 20-30 миль.
Для защиты пусковых установок были созданы защитные сооружения, называемые «саркофаги». Каждый «саркофаг» представлял собой железобетонное строение, в котором горизонтально хранилась ракета. Перед запуском крыша «саркофага» сдвигалась и ракета поднималась в вертикальное положение.
Ракеты хранились в состоянии готовности, заполненные горючим — керосином. После установки ракеты на пусковую она заправлялась окислителем в течение 15 минут. Пуски ракет из-за ограничения возможностей радиокомандного управления проходили для каждой эскадрильи с промежутками в 5 минут, что требовало почти 45 минут на пуск всех 9 ракет.

### Развёртывание SM-65EAtlas-E

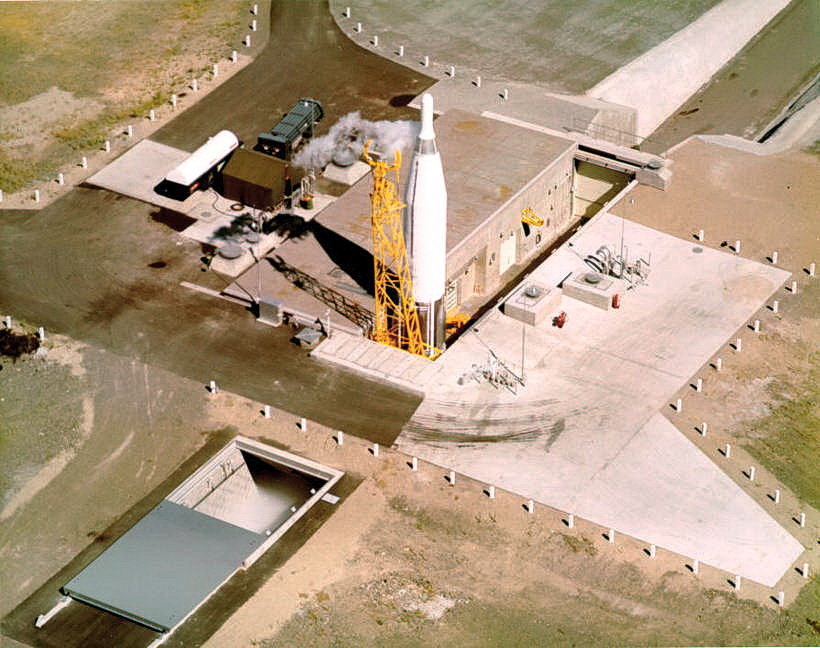
Ракета Atlas-E поднята из стартового бункера и готова к пуску. В левой нижней части видно открытое отверстие выхлопного тоннеля. В правой верхней части - пандус, по которому ракета доставлялась в бункер

Развёртывание ракет SM-65E, оснащенных автономной инерциальной системой наведения, началось в сентябре 1961 года и осуществлялось в следующих подразделениях:
- 92-е бомбардировочное крыло (авиабаза Фэрчайлд, Вашингтон)
  - 567-я стратегическая ракетная эскадрилья (9 ракет)
- 21-я стратегическая авиадивизия (авиабаза Форбс, Канзас)
  - 548-я стратегическая ракетная эскадрилья (9 ракет)
- 389-е стратегическое ракетное крыло (авиабаза «Фрэнсис Э. Уоррен», Вайоминг)
  - 566-я стратегическая ракетная эскадрилья (9 ракет)

Так как ракеты более не нуждались в радионаведении, штатная 9-ракетная эскадрилья теперь располагалась по принципу «9 к 1», то есть каждая пусковая установка была независима от остальных и работала с одной ракетой на одной позиции. ПУ были разнесены на значительное расстояние во избежание накрытия ядерным ударом.
Ракеты по-прежнему базировались горизонтально в «саркофагах», но для улучшения защиты «саркофаги» теперь представляли собой заглублённые до уровня грунта сооружения, способные эффективно противостоять ударной волне ядерного взрыва сверхдавлением до 25 psi. Рядом с каждым пусковым комплексом находилось заглубленное хранилище топлива и жидкого кислорода. Перед стартом ракета ставилась вертикально на пусковом стенде; для отвода выхлопных газов из заглубленного «саркофага» использовались подземные тоннели. Тем не менее, живучесть таких ПУ считалась уже недостаточной для противостояния взрыву термоядерных зарядов большой мощности, созданных в конце 1950-х.

### Развёртывание SM-65FAtlas-F

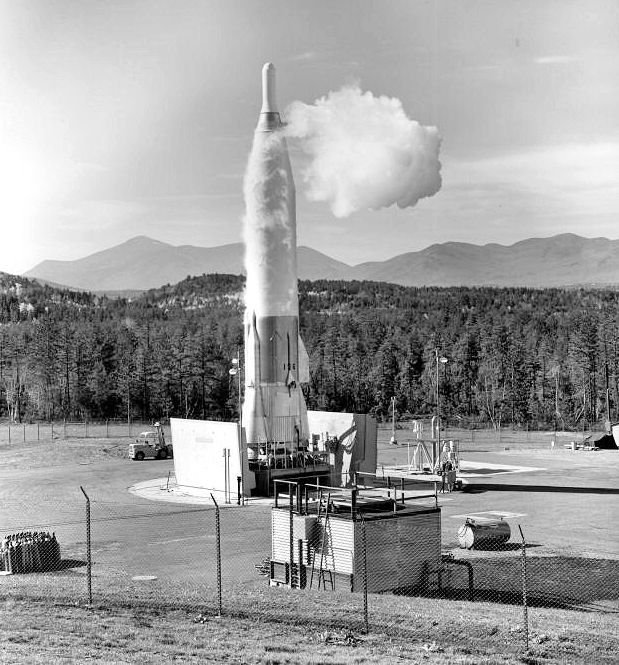
Ракета Atlas-F выдвинута из шахты и готова к пуску

Система базирования ракет «Atlas», использовавшая заглубленные железобетонные сооружения, неоднократно подвергалась критике, как не соответствующая требованиям времени и неспособная выдерживать попадания современных (на тот момент) боевых частей ракет. Кроме того, горизонтальное хранение требовало сравнительно много времени для подъёма МБР и подготовки её к старту. Чтобы решить эту проблему, ВВС США начали развёртывание новой модели ракеты, SM-65F, предназначенной для постоянного шахтного базирования.
Пусковой комплекс «Atlas-F» состоял из двух подземных сооружений; первое из них являлось цилиндрической шахтой, в верхней части которой размещалась вертикально ракета, а в нижней располагалось хранилище топлива и жидкого кислорода. Второе сооружение, соединенное с шахтой подземным переходом, представляло собой защищенный командный центр с бытовыми помещениями для персонала. Защитные железобетонные крышки позволяли ракетам выдерживать сверхдавление ударной волны ядерного взрыва до 6,8 атм (100 psi). Шахты не предназначались для пуска ракет, только для хранения и технического обслуживания; перед стартом ракету поднимал на поверхность специальный подъёмник, затем ракета стартовала с поверхности, со специального пускового стенда.
Заправка ракеты горючим и жидким кислородом осуществлялась в шахте. При этом, за счет применения долгохранящегося топлива, ракеты хранились с заполненными топливными баками; перед запуском требовалось только заполнить баки окислителя жидким кислородом. За счет хранения ракет с заполненными топливными баками удалось сократить время предпусковой подготовки до 5 минут и упростить процедуры. Тем не менее, заправка ракет оставалась опасным мероприятием и ряд инцидентов с взрывами ракет в шахтах имел место.
Ракеты SM-65F развёртывались в эскадрильях из 12 ракет, четырьмя группами по три шахты:
- 310-е бомбардировочное крыло (авиабаза Шиллинг, Канзас)
  - 550-я стратегическая ракетная эскадрилья (12 ракет)
- 98-е стратегическое крыло (авиабаза Линкольн, Небраска)
  - 551-я стратегическая ракетная эскадрилья (12 ракет)
- 11-е бомбардировочное крыло (авиабаза Элтес, Оклахома)
  - 557-я стратегическая ракетная эскадрилья (12 ракет)
- 96-е бомбардировочное крыло (авиабаза Диасс, Техас)
  - 578-я стратегическая ракетная эскадрилья (12 ракет)
- 6-е бомбардировочное крыло (авиабаза Уолкер, Нью-Мексико)
  - 575-я стратегическая ракетная эскадрилья (12 ракет)
- 820-я воздушная дивизия (авиабаза Платтсбург, Нью-Йорк)
  - 556-я стратегическая ракетная эскадрилья (12 ракет)

### Общая статистика развертывания
В таблице приведено число ракет, находившихся в распоряжении ВВС США (включая учебные и резервные).
| Год  | SM-65D | SM-65E | SM-65F |
| ---- | ------ | ------ | ------ |
| 1959 | 6      | 0      | 0      |
| 1960 | 12     | 0      | 0      |
| 1961 | 32     | 32     | 1      |
| 1962 | 32     | 32     | 80     |
| 1963 | 28     | 32     | 79     |
| 1964 | 13     | 30     | 75     |

Апогей развёртывания был достигнут в 1962 году, когда на позициях в боевой готовности находились 129 ракет.

## Снятие с вооружения
В 1963 году, после принятия на вооружение ракеты LGM-30 «Минитмен», старые жидкотопливные ракеты «Атлас» начали постепенно сниматься с вооружения. Твердотопливные ракеты, удобные и безопасные при хранении, значительно превосходили «Атлас» по всем данным, кроме массы и мощности боевой части. Огромные темпы производства LGM-30 «Минитмен» (в среднем, каждый день развертывалось по ракете) привели к тому, что сохранять на вооружении старые жидкотопливные ракеты не было никакой необходимости, и в 1964 году все они были списаны.
Снятые с вооружения «Атласы» передавались НАСА и переделывались в ракеты-носители, являвшиеся основой пускового флота США до появления ракет семейства «Сатурн».

## Оценка проекта
Межконтинентальная баллистическая ракета SM-65 Atlas несмотря на отставание от советской Р-7 по срокам выхода на лётные испытания, стала первой в мире МБР, официально принятой на вооружение и первой, развернутой в значительных количествах. Всего было изготовлено свыше 350 ракет, из которых на боевом дежурстве в пиковые моменты развертывания постоянно находились более 100 из них. Наличие такого значительного для рассматриваемого периода времени количества межконтинентальных баллистических ракет существенно повышало эффективность ядерного арсенала ВВС США.
Сравнивая МБР SM-65 Atlas с аналогичной по времени вступления в строй советской МБР Р-7 можно видеть, что как боевая ракета «Атлас» существенно превосходила советский аналог. Так, масса и габариты «Атласа» были существенно меньше. Использованная на нём «полутораступенчатая» схема и «наддувные» топливные баки, позволили создать МБР сравнительно небольших габаритов и массы со значительной боевой нагрузкой.
Время подготовки «Атласа» к старту составляло от 15 до 30 минут (в зависимости от модификации и способа хранения). Пусковой комплекс «Атласа» также был сравнительно компактен, в то время как громоздкая Р-7 с её «пакетной» компоновочной схемой боковых ускорителей нуждалась в огромных и очень дорогостоящих пусковых сооружениях. Кроме того, КВО Р-7 было значительно больше такового у SM-65E.
Появление на вооружении ракет следующего поколения, подобных Р-16, позволило СССР значительно сократить отставание. Принятая на вооружение в 1961, ракета Р-16 по основным характеристикам соответствовала SM-65 Atlas E, а её более поздняя шахтная модификация — Р-16У — модификации SM-65F.

## Сравнительная характеристика
| Основные сведения и технические характеристики иностранных ракет с жидкостными ракетными двигателями | Основные сведения и технические характеристики иностранных ракет с жидкостными ракетными двигателями | Основные сведения и технические характеристики иностранных ракет с жидкостными ракетными двигателями | Основные сведения и технические характеристики иностранных ракет с жидкостными ракетными двигателями | Основные сведения и технические характеристики иностранных ракет с жидкостными ракетными двигателями | Основные сведения и технические характеристики иностранных ракет с жидкостными ракетными двигателями | Основные сведения и технические характеристики иностранных ракет с жидкостными ракетными двигателями | Основные сведения и технические характеристики иностранных ракет с жидкостными ракетными двигателями | Основные сведения и технические характеристики иностранных ракет с жидкостными ракетными двигателями | Основные сведения и технические характеристики иностранных ракет с жидкостными ракетными двигателями | Основные сведения и технические характеристики иностранных ракет с жидкостными ракетными двигателями | Основные сведения и технические характеристики иностранных ракет с жидкостными ракетными двигателями | Основные сведения и технические характеристики иностранных ракет с жидкостными ракетными двигателями | Основные сведения и технические характеристики иностранных ракет с жидкостными ракетными двигателями | Основные сведения и технические характеристики иностранных ракет с жидкостными ракетными двигателями | Основные сведения и технические характеристики иностранных ракет с жидкостными ракетными двигателями | Основные сведения и технические характеристики иностранных ракет с жидкостными ракетными двигателями | Основные сведения и технические характеристики иностранных ракет с жидкостными ракетными двигателями |
| Наименование ракеты и страна производства | Наименование ракеты и страна производства                                                            | Наименование ракеты и страна производства                                                            | Наименование ракеты и страна производства                                                            | Двигатель                                                                                            | Двигатель                                                                                            | Двигатель                                                                                            | Двигатель                                                                                            | Массо-габаритные характеристики                                                                      | Массо-габаритные характеристики                                                                      | Массо-габаритные характеристики                                                                      | Массо-габаритные характеристики                                                                      | Массо-габаритные характеристики                                                                      | Лётно-технические характеристики                                                                     | Лётно-технические характеристики                                                                     | Лётно-технические характеристики                                                                     | Другое                                                                                               | Другое                                                                                               |
| Оригинал | Русское                                                                                              | Страна                                                                                               | Ступени                                                                                              | Топливо                                                                                              | Система подачи                                                                                       | Тяга на земле, кгc                                                                                   | Время работы, с                                                                                      | Длина, м                                                                                             | Диаметр, м                                                                                           | Полная масса, кг                                                                                     | Масса топлива, кг                                                                                    | Масса полезной нагрузки, кг                                                                          | Скорость макс., м/с                                                                                  | Высота макс. или по траектории, км                                                                   | Дальность, км                                                                                        | Серийное производство                                                                                | Примечание                                                                                           |
| Дальние ракеты типа «земля — земля» | Дальние ракеты типа «земля — земля»                                                                  | Дальние ракеты типа «земля — земля»                                                                  | Дальние ракеты типа «земля — земля»                                                                  | Дальние ракеты типа «земля — земля»                                                                  | Дальние ракеты типа «земля — земля»                                                                  | Дальние ракеты типа «земля — земля»                                                                  | Дальние ракеты типа «земля — земля»                                                                  | Дальние ракеты типа «земля — земля»                                                                  | Дальние ракеты типа «земля — земля»                                                                  | Дальние ракеты типа «земля — земля»                                                                  | Дальние ракеты типа «земля — земля»                                                                  | Дальние ракеты типа «земля — земля»                                                                  | Дальние ракеты типа «земля — земля»                                                                  | Дальние ракеты типа «земля — земля»                                                                  | Дальние ракеты типа «земля — земля»                                                                  | Дальние ракеты типа «земля — земля»                                                                  | Дальние ракеты типа «земля — земля»                                                                  |
| --- | --- | --- | --- | --- | --- | --- | --- | --- | --- | --- | --- | --- | --- | --- | --- | --- | --- |
| V-2 (A-4) | «Фау-2»                                                                                              | Красный флаг, в центре которого находится белый круг с чёрной свастикой                              | | Жидкий кислород + 75% этиловый спирт                                                                 | Насосная                                                                                             | 25000                                                                                                | 65                                                                                                   | 14                                                                                                   | 1,65                                                                                                 | 3000                                                                                                 | 9000                                                                                                 | 1000                                                                                                 | 1500                                                                                                 | 80                                                                                                   | до 300                                                                                               | Да                                                                                                   | Устарелая конструкция. Послужила прототипом многих ракет                                             |
| WAC Corporal | «Корпорэл»                                                                                           | Флаг США                                                                                             | | Азотная кислота + анилин                                                                             | Вытеснительная                                                                                       | 9070                                                                                                 | — | 12,2                                                                                                 | 0,762                                                                                                | 5440                                                                                                 | — | 600 ÷ 800                                                                                            | 1000 ÷ 14501                                                                                         | 80                                                                                                   | 120 ÷ 240                                                                                            | Да                                                                                                   | Разбег дальностей и скоростей достигается за счёт установки боевой части различного веса             |
| PGM-11 Redstone | «Редстоун»                                                                                           | Флаг США                                                                                             | | Жидкий кислород + спирт                                                                              | Насосная                                                                                             | 31880                                                                                                | — | 18,3                                                                                                 | 1,52                                                                                                 | 20000                                                                                                | — | — | 1800                                                                                                 | — | 320(800)                                                                                             | Да                                                                                                   | Стала прототипом для разработки ракет с дальностью до 2400 км                                        |
| SM-65 Atlas | «Атлас»                                                                                              | Флаг США                                                                                             | Первая ступень                                                                                       | Жидкий кислород + диметил-гидразин                                                                   | Насосная                                                                                             | 2×45360 (2×54000)                                                                                    | — | — | — | 100000 ÷ 110000                                                                                      | — | — | 6700                                                                                                 | 1280                                                                                                 | 8000                                                                                                 | Да                                                                                                   | При старте работают все три двигателя                                                                |
| SM-65 Atlas | «Атлас»                                                                                              | Флаг США                                                                                             | Вторая ступень                                                                                       | Жидкий кислород                                                                                      | — | 61000                                                                                                | — | 24 ÷ 30                                                                                              | 2,4 ÷ 3                                                                                              | 225000                                                                                               | — | | | | | Да                                                                                                   | При старте работают все три двигателя                                                                |
| Ракеты для исследования верхних слоёв атмосферы | | | | | | | | | | | | | | | | | |
| General Electric RTV-G-4 Bumper | «Бампер»                                                                                             | Флаг США                                                                                             | Первая ступень типа А-4                                                                              | | | (см. данные ракеты А-4)                                                                              | (см. данные ракеты А-4)                                                                              | (см. данные ракеты А-4)                                                                              | (см. данные ракеты А-4)                                                                              | (см. данные ракеты А-4)                                                                              | (см. данные ракеты А-4)                                                                              | 26 кг (вес приборов)                                                                                 | 3000                                                                                                 | 420                                                                                                  | — | Изготовлено несколько экземпляров ↓                                                                  | Использовалась для исследовательских целей                                                           |
| General Electric RTV-G-4 Bumper | «Бампер»                                                                                             | Флаг США                                                                                             | Вторая ступень WAC Corporal                                                                          | Азотная кислота + анилин                                                                             | Вытеснительная                                                                                       | 680                                                                                                  | 45                                                                                                   | 5,8                                                                                                  | 0,3                                                                                                  | 300                                                                                                  | — | 26 кг (вес приборов)                                                                                 | | | | Изготовлено несколько экземпляров ↓                                                                  | Использовалась для исследовательских целей                                                           |
| RTV-N-12 Viking | «Викинг»                                                                                             | Флаг США                                                                                             | № 11                                                                                                 | Жидкий кислород + спирт                                                                              | Насосная                                                                                             | 9070                                                                                                 | — | 12,7                                                                                                 | 1,2                                                                                                  | 7500                                                                                                 | — | 320                                                                                                  | 1920                                                                                                 | 254                                                                                                  | — | Выпущено 12 шт. в различных вариантах                                                                | Специальная исследовательская ракета. Имеет отделяющуюся головку                                     |
| RTV-N-12 Viking | «Викинг»                                                                                             | Флаг США                                                                                             | № 12                                                                                                 | Жидкий кислород + спирт                                                                              | Насосная                                                                                             | 9225                                                                                                 | 105                                                                                                  | 12,7                                                                                                 | 1,14                                                                                                 | 6800                                                                                                 | 2950 ÷ 2500                                                                                          | 450                                                                                                  | 1800                                                                                                 | 232                                                                                                  | — | Выпущено 12 шт. в различных вариантах                                                                | Специальная исследовательская ракета. Имеет отделяющуюся головку                                     |
| Aerobee | «Аэроби»                                                                                             | Флаг США                                                                                             | Первая ступень                                                                                       | Порох                                                                                                | — | — | 2,5                                                                                                  | 1,9                                                                                                  | — | 265                                                                                                  | 117                                                                                                  | 68,4                                                                                                 | 1380                                                                                                 | 100 ÷ 145                                                                                            | — | Выпущено около 100 шт. различных вариантов                                                           | |
| Aerobee | «Аэроби»                                                                                             | Флаг США                                                                                             | Вторая ступень                                                                                       | Азотная кислота + анилин                                                                             | Баллонная                                                                                            | 1140                                                                                                 | 45                                                                                                   | 6,1                                                                                                  | 0,38                                                                                                 | 485                                                                                                  | 283                                                                                                  | 68,4                                                                                                 | 1380                                                                                                 | 100 ÷ 145                                                                                            | — | Выпущено около 100 шт. различных вариантов                                                           | |
| Aerobee 150 | «Аэроби»                                                                                             | Флаг США                                                                                             | Первая ступень                                                                                       | Порох                                                                                                | — | — | — | — | — | 265                                                                                                  | — | 55 — 91                                                                                              | 2150                                                                                                 | 325 ÷ 270                                                                                            | — | Да                                                                                                   | |
| Aerobee 150 | «Аэроби»                                                                                             | Флаг США                                                                                             | Вторая ступень                                                                                       | Азотная кислота + (анилин + спирт)                                                                   | ЖАД                                                                                                  | 800                                                                                                  | 53                                                                                                   | 6,37                                                                                                 | 0,38                                                                                                 | — | 500                                                                                                  | 55 — 91                                                                                              | 2150                                                                                                 | 325 ÷ 270                                                                                            | — | Да                                                                                                   | |
| Veronica AGI | «Вероника»                                                                                           | Флаг Франции                                                                                         | | Азотная кислота + керосин                                                                            | ЖАД                                                                                                  | 4000                                                                                                 | 32 ÷ 35                                                                                              | 6,0                                                                                                  | 0,55                                                                                                 | 1000                                                                                                 | 700                                                                                                  | 57                                                                                                   | 1400                                                                                                 | 120                                                                                                  | 240                                                                                                  | Опытные образцы                                                                                      | |
| Зенитные управляемые ракеты | | | | | | | | | | | | | | | | | |
| Wasserfall | «Вассерфаль»                                                                                         | Красный флаг, в центре которого находится белый круг с чёрной свастикой                              | | Азотная кислота + визоль                                                                             | Баллонная                                                                                            | 8000                                                                                                 | 40                                                                                                   | 7,835                                                                                                | 0,88                                                                                                 | 3800                                                                                                 | 1815                                                                                                 | 600 ÷ 100                                                                                            | 750                                                                                                  | 20                                                                                                   | 40                                                                                                   | Не была окончательно доведена                                                                        | |
| MIM-3 Nike Ajax | «Найк»                                                                                               | Флаг США                                                                                             | Первая ступень                                                                                       | Порох                                                                                                | — | — | — | 3,9                                                                                                  | — | 550                                                                                                  | — | до 140 кг                                                                                            | 670                                                                                                  | 18                                                                                                   | 30                                                                                                   | Да                                                                                                   | Состояла на вооружении в системе противовоздушной обороны США                                        |
| MIM-3 Nike Ajax | «Найк»                                                                                               | Флаг США                                                                                             | Вторая ступень                                                                                       | Азотная кислота + анилин                                                                             | Баллонная                                                                                            | 1180 (на высоте 3000 м)                                                                              | 35                                                                                                   | 6,1                                                                                                  | 0,300                                                                                                | 450                                                                                                  | 136                                                                                                  | до 140 кг                                                                                            | 670                                                                                                  | 18                                                                                                   | 30                                                                                                   | Да                                                                                                   | Состояла на вооружении в системе противовоздушной обороны США                                        |
| Matra SE 4100 | «Матра»                                                                                              | Флаг Франции                                                                                         | | — | Баллонная                                                                                            | 1250                                                                                                 | 14                                                                                                   | 4,6                                                                                                  | 0,400                                                                                                | 400                                                                                                  | 110                                                                                                  | — | 500                                                                                                  | 4,0                                                                                                  | — | Опытные образцы                                                                                      | |
| Oerlikon RSC-51 | «Эрликон»                                                                                            | Флаг Швейцарии                                                                                       | | Азотная кислота + керосин                                                                            | Баллонная                                                                                            | 500                                                                                                  | 52                                                                                                   | 4,88                                                                                                 | 0,37                                                                                                 | 250                                                                                                  | 130                                                                                                  | 20                                                                                                   | 750                                                                                                  | 15                                                                                                   | 20                                                                                                   | Да                                                                                                   | |
| Источник информации: Синярев Г. Б., Добровольский М. В. Жидкостные ракетные двигатели. Теория и проектирование. — 2-е изд. перераб. и доп. — М. : Гос. издательство оборонной промышленности, 1957. — С. 60—63 — 580 с. | | | | | | | | | | | | | | | | | |

| Сравнительные тактико-технические характеристики американских ракет SM-65 и модификаций -D, -E, -F с советскими ракетами Р-7, Р-7А и Р-16 | Сравнительные тактико-технические характеристики американских ракет SM-65 и модификаций -D, -E, -F с советскими ракетами Р-7, Р-7А и Р-16 | Сравнительные тактико-технические характеристики американских ракет SM-65 и модификаций -D, -E, -F с советскими ракетами Р-7, Р-7А и Р-16 | Сравнительные тактико-технические характеристики американских ракет SM-65 и модификаций -D, -E, -F с советскими ракетами Р-7, Р-7А и Р-16 | Сравнительные тактико-технические характеристики американских ракет SM-65 и модификаций -D, -E, -F с советскими ракетами Р-7, Р-7А и Р-16 |
| Параметр | SM-65D США | Р-7/Р-7А СССР | SM-65E/SM-65F США | Р-16 СССР |
| --- | --- | --- | --- | --- |
| Год принятия на вооружение | 1959 | 1960 | 1961 | 1962 |
| Длина | 22,9 м | 33 м | 25,1 м | 30,44 м |
| Масса | 118 т | 250 т | 118 т | 140 т |
| Число ступеней | 1,5 (сбрасываемые стартовые двигатели) | 2 | 1,5 (сбрасываемые стартовые двигатели) | 2 |
| Топливо/окислитель | Керосин/кислород | Керосин/кислород | Керосин/кислород | НДМГ/АТ |
| Дальность | 10200 км | 8600 / 12000 км | 10200 км | 10500 км |
| Точность (КВО) | Около 1500 м | 3400 м | | 2700 м |
| Система управления | Радиоинерциальная | Автономная инерциальная с боковой радиокоррекцией                                                                                         | Автономная, инерциальная | Автономная, инерциальная |
| Боевая часть | Термоядерная, 1,4 Мт | Термоядерная, 3 Мт | Термоядерная, 4,4 Мт | Термоядерная, 3-6 Мт |
| Время подготовки к старту | 15-30 минут | 80 минут (из 1-й готовности) | 10 минут | 18 минут |
| Способ базирования | Открытый/в наземных железобетонных укрытиях                                                                                               | Открытый | В заглубленных железобетонных укрытиях/Шахтное хранение с наземным стартом                                                                | Открытый/шахтный |
| Развернуто на дежурстве, макс | 30 (1962) | 5 (1962) | 99 (1962) | 186 (1965) |